# كارولين كوهن
كارولين كوهن (بالإنجليزية: Carolyn Cohen) هي أحيائية أمريكية، ولدت في 18 يونيو 1929 في لونغ آيلاند سيتي في الولايات المتحدة، وتوفيت في 20 ديسمبر 2017.